# 金山英勢
金山 英勢（かなやま ひでなり、1990年9月26日 - ）は、日本のリュージュ選手。北海道出身。2014年ソチオリンピックリュージュ競技日本代表。札幌学院大学法学部卒業。

## 経歴
小学5年生のとき、テレビで越和宏の活躍を見てスケルトンに興味を持ち、同じそり競技のリュージュ体験会に参加したことをきっかけに、リュージュのスポーツ少年団に入団した。中学・高校では陸上部とかけもちをしており、北海道札幌国際情報高等学校2年生のときには八種競技で札幌3位に入った。
2009年よりナショナルチームに所属し、国際試合への参戦を開始したが、2010年バンクーバーオリンピック後より日本連盟が専任コーチを置かなくなったため、イタリアナショナルチームや国際リュージュ連盟に帯同してツアーに参戦している。2010/11シーズンの全日本リュージュ選手権大会で初優勝。以後2014/15シーズンまで5連覇中。2014年2月、ソチオリンピックに初出場し、30位となる。